# Deutschland (Schiff, 1818)
Die Deutschland wurde 1818 in Chittagong als Alfred gebaut. Ab 1845 fuhr sie für die Reederei Joh. Ces. Godeffroy & Sohn und wurde in Cesar Godeffroy umbenannt. Mit Fahrenszeit von 30 Jahren wurde sie von den Gründern der Reichsflotte 1848 erworben und in Deutschland umgetauft. Am 5. Oktober 1848 wurde sie von den Reichskommissaren Karl Moering und Daniel Friedrich Gottlob Teichert als Vertreter der Provisorischen Zentralgewalt im Hamburger Hafen feierlich in Empfang genommen.
Im Winter desselben Jahres wurde sie stark überholt, um sie für den Kampfeinsatz tauglich zu machen. Da sie mit mindestens 32 Geschützen bewaffnet sein sollte, mussten größere Umbauten im Inneren des Schiffes vollzogen werden. So mussten die Decksplanken unter den Balken angebracht werden, um die Geschütze aufstellen zu können. Dies ergab den Nachteil, dass die Lafettenräder zwischen den Balken standen und die Geschütze nur geradeaus feuern konnten.

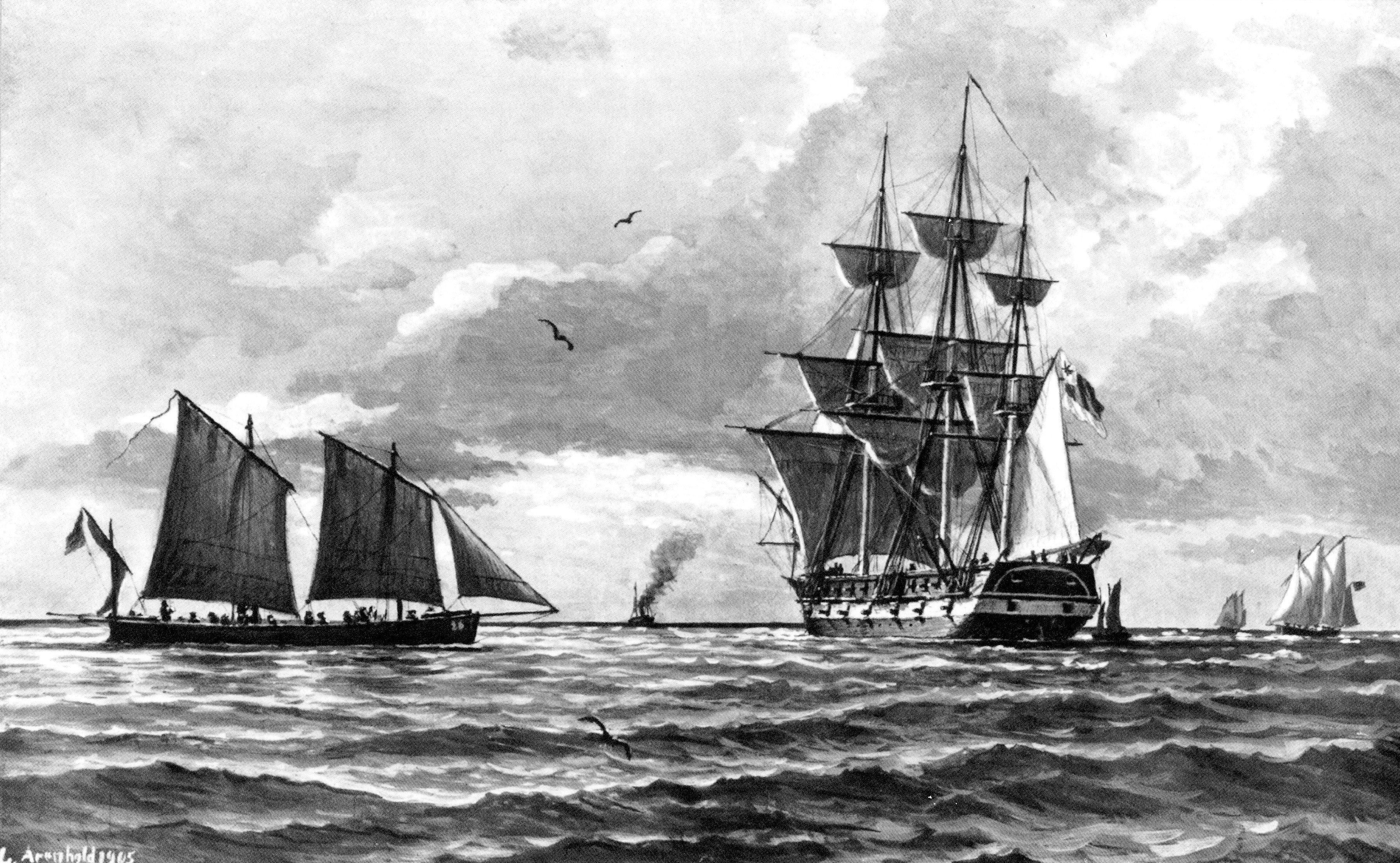
Fregatte Deutschland der Reichsflotte um 1850, Gemälde von Lüder Arenhold (1854–1915) um 1905

Die Deutschland galt als schlecht gehendes Seeschiff, was vermutlich auf die Umbaumaßnahmen zurückzuführen war. Man erkannte, dass dieses Schiff nicht ein Gefecht mit einer dänischen Fregatte austragen und als Sieger daraus hervorgehen könnte. Man beschloss daraufhin, sie nur als Schulschiff für die Kadetten und zur Seejunker-Ausbildung zu nutzen. Die einzige Seefahrt, welche sie mit der Reichsflotte unternahm, war die Überführung von der Elbe in die Weser.
Nach dem Ende der ersten gesamtdeutschen Marine wurde sie 1852 in Brake für 9.200 Taler versteigert. Es wurde wieder bei einer Reederei, der Firma Roessingh & Mummy, eingesetzt und sollte zwischen England und China mit Kohlen fahren. 1858 wurde sie aus dem Schiffsregister gestrichen und soll später noch in der chinesischen Marine gefahren sein.